# George Gulak
George Gulak (Riga, Letonia, 12 de mayo de 1905-Boca Raton, 27 de julio de 1987) fue un gimnasta artístico nacido letón nacionalizado estadounidense, campeón olímpico en Los Ángeles 1932 en la prueba de anillas.

## Carrera deportiva
En las Olimpiadas de Los Ángeles 1932 ganó la medalla de oro en la prueba de las anillas, quedando situado en el podio por delante de su compatriota Bill Denton y del italiano Giovanni Lattuada.